# Serrat de Codolars
El Serrat de Codolars és una serra situada al municipi de Sant Aniol de Finestres a la comarca de la Garrotxa, amb una elevació màxima de 696 metres.